# Peperomia amplexicaulis
Peperomia amplexicaulis là một loài thực vật có hoa trong họ Hồ tiêu. Loài này được (Sw.) A. Dietr. miêu tả khoa học đầu tiên năm 1831.